# Escudo de Ribarroja del Turia

Escudo oficial de Ribarroja del Turia

El escudo de Ribarroja del Turia es el símbolo representativo del municipio de Ribarroja del Turia, en el Campo de Turia. Presenta el blasonamiento expuesto a continuación:

Escudo cuadrilongo de punta redonda. Partido. En el primer cuartel,en campo de oro cuatro palos de gules. En el segundo cuartel, en campo de azur, un creciente ranversado de argén, surmontado de una Cruz de ocho puntas de argén. Por timbre, corona real abierta del Reino de Valencia.

## Historia y simbolismo
Si bien se tiene constancia de él desde el año 1927, este escudo fue oficializado en la Resolución del Ministerio de la Gobernación del 8 de noviembre de 1965. La cruz de ocho puntas, también conocida como Cruz de San Juan, representa a la Orden de los Caballeros Hospitalarios, quienes fueron de ayuda al monarca Jaime I en la Conquista de València. A su vez, el creciente abatido simboliza la derrota musulmana en la Reconquista del Reino de Valencia, así como la convivencia con los moriscos hasta el momento de su expulsión. Por último, el campo de azur podría ser influencia del rey Pedro el Ceremonioso, en cuyo tiempo se concedió el complemento de la Bandera de la Comunidad Valenciana.